# شاريكار
شاريكار هي مدينة تقع شمال أفغانستان وهي عاصمة ولاية بروان، بلغ عدد سكانها 171،200 اغلبهم من عرقية الطاجيك.